# Helmut Thaler
Helmut Thaler (Imst, 22 de enero de 1940) es un deportista austríaco que compitió en luge en la modalidad doble.
Participó en dos Juegos Olímpicos de Invierno en los años 1964 y 1968, obteniendo una medalla de plata en Innsbruck 1964 en la prueba doble. Ganó dos medallas en el Campeonato Mundial de Luge, plata en 1960 y bronce en 1961, y una medalla de plata en el Campeonato Europeo de Luge de 1967.

## Palmarés internacional
| Juegos Olímpicos   | Juegos Olímpicos             | Juegos Olímpicos  | Juegos Olímpicos |
| Año                | Lugar                        | Medalla           | Prueba           |
| ------------------ | ---------------------------- | ----------------- | ---------------- |
| 1964               | Innsbruck (Austria)          | Medalla de plata  | Doble            |
| Campeonato Mundial |                              |                   |                  |
| Año                | Lugar                        | Medalla           | Prueba           |
| 1960               | Garmisch-Partenkirchen (RFA) | Medalla de plata  | Doble            |
| 1961               | Girenbad (Suiza)             | Medalla de bronce | Doble            |
| Campeonato Europeo |                              |                   |                  |
| Año                | Lugar                        | Medalla           | Prueba           |
| 1967               | Königssee (RFA)              | Medalla de plata  | Doble            |